# Álbuns número um na Billboard 200 em 2007

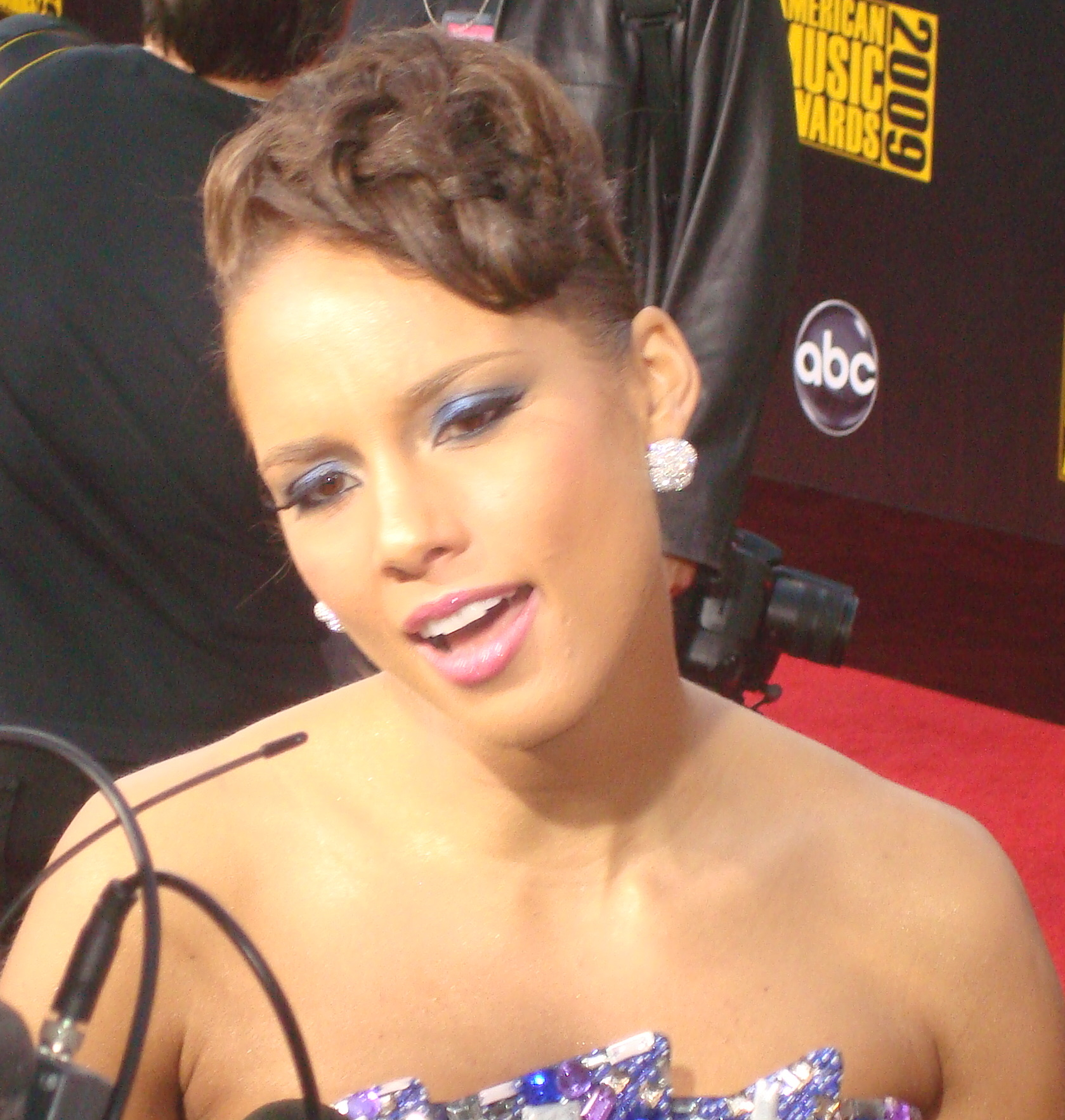
A cantora Alicia Keys vendeu 742 mil cópias na semana de estréia de seu álbum As I Am.

Este anexo lista os álbuns número um na Billboard 200 em 2007. Todos os rankings são pesquisados e compilados pela Nielsen Soundscan com registros de vendas físicas e digitais nos EUA.
O álbum Noël do cantor Josh Groban foi o mais bem colocado da parada, com 4 semanas consecutivas no número um e com vendas totais de 2,8 milhões de cópias. A trilha-sonora mais bem sucedida é a High School Musical 2 do filme High School Musical 2. E em segundo é a Dreamgirls: Music from the Motion Picture que é uma adaptação do musical da Broadway de mesmo nome do ano de 1981.
O disco Graduation, do rapper Kanye West foi o que teve maior venda do ano em uma semana, 957 mil unidades vendidas. Minutes To Midnight de Linkin Park se tornou o terceiro álbum da banda no número um na Billboard 200. O álbum vendeu mais de 620 mil cópias em sua primeira semana, com mais de 2 milhões de vendas totais durante o ano. O disco As I Am da cantora americana Alicia Keys também liderou as paradas por quatro semanas não-consecutivas, vendendo mais de 742 mil cópias em sua estréia.

## História da parada em 2007
| Data            | Álbum                                     | Artista(s)                 | Ref    |
| --------------- | ----------------------------------------- | -------------------------- | ------ |
| 6 de janeiro    | Hip Hop Is Dead                           | Nas                        | [ 8 ]  |
| 13 de janeiro   | 21                                        | Omarion                    | [ 9 ]  |
| 20 de janeiro   | Dreamgirls: Music from the Motion Picture | Trilha-sonora              | [ 4 ]  |
| 27 de janeiro   | Dreamgirls: Music from the Motion Picture | Trilha-sonora              | [ 10 ] |
| 3 de fevereiro  | Daughtry                                  | Daughtry                   | [ 11 ] |
| 10 de fevereiro | Late Night Special                        | Pretty Ricky               | [ 12 ] |
| 17 de fevereiro | Not Too Late                              | Norah Jones                | [ 13 ] |
| 24 de fevereiro | Infinity on High                          | Fall Out Boy               | [ 14 ] |
| 3 de março      | Not Too Late                              | Norah Jones                | [ 15 ] |
| 10 de março     | Not Too Late                              | Norah Jones                | [ 16 ] |
| 17 de março     | Daughtry                                  | Daughtry                   | [ 17 ] |
| 24 de março     | Greatest Hits                             | The Notorious B.I.G.       | [ 18 ] |
| 31 de março     | Luvanmusiq                                | Musiq Soulchild            | [ 19 ] |
| 7 de abril      | We Were Dead Before the Ship Even Sank    | Modest Mouse               | [ 20 ] |
| 14 de abril     | Let It Go                                 | Tim McGraw                 | [ 21 ] |
| 21 de abril     | Now 24                                    | Vários artistas            | [ 22 ] |
| 28 de abril     | Now 24                                    | Vários artistas            | [ 23 ] |
| 5 de maio       | The Best Damn Thing                       | Avril Lavigne              | [ 24 ] |
| 12 de maio      | The Best Damn Thing                       | Avril Lavigne              | [ 25 ] |
| 19 de maio      | Because of You                            | Ne-Yo                      | [ 26 ] |
| 26 de maio      | Call Me Irresponsible                     | Michael Bublé              | [ 27 ] |
| 2 de junho      | Minutes to Midnight                       | Linkin Park                | [ 6 ]  |
| 9 de junho      | It Won't Be Soon Before Long              | Maroon 5                   | [ 28 ] |
| 16 de junho     | Double Up                                 | R. Kelly                   | [ 29 ] |
| 23 de junho     | Epiphany                                  | T-Pain                     | [ 30 ] |
| 30 de junho     | Big Dog Daddy                             | Toby Keith                 | [ 31 ] |
| 7 de julho      | Lost Highway                              | Bon Jovi                   | [ 32 ] |
| 14 de julho     | Hannah Montana 2: Meet Miley Cyrus        | Hannah Montana/Miley Cyrus | [ 33 ] |
| 21 de julho     | T.I. vs. T.I.P.                           | T.I.                       | [ 34 ] |
| 28 de julho     | T.I. vs. T.I.P.                           | T.I.                       | [ 34 ] |
| 4 de agosto     | Now 25                                    | Vários artistas            | [ 35 ] |
| 11 de agosto    | Now 25                                    | Vários artistas            | [ 36 ] |
| 18 de agosto    | Finding Forever                           | Common                     | [ 37 ] |
| 25 de agosto    | Underground Kingz                         | UGK                        | [ 38 ] |
| 1 de setembro   | High School Musical 2                     | Trilha sonora              | [ 3 ]  |
| 8 de setembro   | High School Musical 2                     | Trilha sonora              | [ 39 ] |
| 15 de setembro  | High School Musical 2                     | Trilha sonora              | [ 40 ] |
| 22 de setembro  | High School Musical 2                     | Trilha sonora              | [ 41 ] |
| 29 de setembro  | Graduation                                | Kanye West                 | [ 5 ]  |
| 6 de outubro    | Reba: Duets                               | Reba McEntire              | [ 42 ] |
| 13 de outubro   | Still Feels Good                          | Rascal Flatts              | [ 43 ] |
| 20 de outubro   | Magic                                     | Bruce Springsteen          | [ 44 ] |
| 27 de outubro   | Rock N Roll Jesus                         | Kid Rock                   | [ 45 ] |
| 3 de novembro   | Magic                                     | Bruce Springsteen          | [ 46 ] |
| 10 de novembro  | Carnival Ride                             | Carrie Underwood           | [ 47 ] |
| 17 de novembro  | Long Road Out of Eden                     | Eagles                     | [ 48 ] |
| 24 de novembro  | American Gangster                         | Jay-Z                      | [ 49 ] |
| 1 de dezembro   | As I Am                                   | Alicia Keys                | [ 50 ] |
| 8 de dezembro   | Noël                                      | Josh Groban                | [ 51 ] |
| 15 de dezembro  | Noël                                      | Josh Groban                | [ 51 ] |
| 22 de dezembro  | Noël                                      | Josh Groban                | [ 51 ] |
| 29 de dezembro  | Noël                                      | Josh Groban                | [ 51 ] |